# Mayland
Mayland is een civil parish in het bestuurlijke gebied Maldon, in het Engelse graafschap Essex. In 2001 telde het dorp 3728 inwoners.